# Johan Onvlee
Johan Onvlee (Amsterdam, 1953) is een Nederlands muzikant en componist.
Onvlee musiceert vooral in oude en niet-westerse muziek, zoals microtonale muziek, Dorische tempelmuziek en andere muziek in afwijkende toonladders.
Toen Onvlee negen maanden oud was, emigreerden zijn ouders naar Australië. Zijn vader bouwde gitaren waar Johan al voor zijn vijfde op leerde spelen. Na negen jaar in de Australische natuur die voor hem van grote invloed waren, keerde het gezin terug naar Amsterdam. Hier kreeg hij een muziekopleiding waarbij hij op een groot aantal verschillende muziekinstrumenten leerde spelen.
Midden jaren negentig van de 20e eeuw componeerde hij een aantal mastertapes voor het label Disky, waarvan er meer dan 250.000 exemplaren in Europa werden verkocht.

## Discografie/bibliografie
- Matertapes, jaren 1990[1][2]
- Onvlee, Johan, Relaxation with ..., 1999, twee cd's op: panfluit en harp
- Onvlee, Johan, Spiritual Sounds of ..., 2001, tien cd's op: cello, fluit, panfluit, mando, harp, viool, gitaar, piano, bellen en luit
- Achtergrondmuziek voor 17 cd's van yogaleraar Fred van Beek in 2002 en 2003
- Onvlee, Johan, Overwin de verlegenheid en Het beste advies – Dorische tempelmuziek (boek en cd), 2003